# 蓝颏青蜂鸟
蓝颏青蜂鸟（学名：Chlorestes notata）是雨燕目蜂鸟科的一种鸟类。
蓝颏青蜂鸟体重约4.2克，翼长约48毫米，嘴峰长约19.4毫米，喙直，宽约1.8毫米，厚约1.9毫米，上黑下红；跗蹠长约4.3毫米，尾长约30毫米。雄性身体主要为绿色，上部色偏深，雌性腹部为白色，并带有绿色斑点。
蓝颏青蜂鸟在其分布区内为留鸟，其栖息在开放的高大树木组成的森林中，食性为草食性，主要食物来源是植物的花蜜。

## 亚种
- ：分布于哥伦比亚北部至委内瑞拉、特立尼达岛、多巴哥、圭亚那、巴西东部。
- ：分布于哥伦比亚东南部至秘鲁东北部和巴西西北部。
- ：分布于秘鲁东北部。[3]